# 싼민구

싼민 구의 위치

싼민구(한국어: 삼민구, 중국어: 三民區, 병음: Sānmín Qū)는 중화민국 가오슝시의 시할구이다. 넓이는 19.7866km2이고, 인구는 2015년 8월 기준으로 346,738명이다. 가오슝 시에서 가장 인구가 많은 시할구이다.

## 지리
가오슝 시내의 중앙부에 위치히며, 구산 구, 옌청 구, 신싱 구, 첸진 구, 링야 구, 쭤잉 구, 펑산 구, 냐오쑹 구, 런우 구와 접한다.

## 역사
정씨왕국의 시기에 왕, 채, 정의 3씨가 이주 한 것에서 삼괴조(三塊厝)라고 불리게 되었다. 2차 대전 후에는 삼민주의의 실현을 이상에 둔 싼민 구로 개칭되었다.

## 교육
- 국립 가오슝 응용과기대학
- 가오슝 의학대학

## 교통

### 철도
- 타이완 철로관리국
  - 종관선
  - 병동선
- 가오슝 첩운
  - 홍선

### 도로
- 국도 1호선